# 1940
Il 1940 (MCMXL in numeri romani) è un anno bisestile del XX secolo.

## Eventi
- Karl Landsteiner e Alexander Solomon Wiener rendono pubblica la loro scoperta del fattore Rh nel sangue umano.
- 29 febbraio – Stati Uniti: l'attrice Hattie McDaniel diventa la prima persona di colore a vincere il Premio Oscar durante la cerimonia dei Premi Oscar 1940.
- 21 marzo – Francia: cade il governo di Édouard Daladier. Sarà sostituito da Paul Reynaud.
- 2 aprile – Italia: per la penuria di materie prime, inizia la requisizione di tutte le cancellate in ferro.
- 7 maggio: viene stipulato un concordato tra il Portogallo e il Vaticano che include un "orientamento" missionario cattolico nelle colonie portoghesi.
- 10 maggio – Regno Unito: il primo ministro Arthur Neville Chamberlain si dimette, lo sostituisce Winston Churchill a capo di un governo di unità nazionale. Ministro della Guerra è il conservatore Anthony Eden.
- 15 maggio – Rick e Mac McDonald aprirono il primo ristorante McDonald's.
- 26 maggio: a Dunkerque, durante l'Operazione Dinamo, un massiccio attacco degli Stuka germanici rischia di far fallire le operazioni di evacuazione delle truppe britanniche dal suolo francese.
- 27 maggio: il Quartetto Egie (che diverrà poi Quartetto Cetra) debutta al Teatro Valle di Roma.
- 29 maggio: Fausto Coppi vince, con oltre quattro minuti di vantaggio, la tappa del Giro d'Italia Firenze – Modena e conquista la sua prima maglia rosa.
- 10 giugno: il tenore Francesco Albanese debutta al Teatro Costanzi di Roma nel ruolo di Evandro nell'Alceste, Benito Mussolini annuncia l'entrata in guerra da parte dell'Italia fascista.
- 17 giugno: La Lettonia viene occupata dall'Armata Rossa.
- 7 luglio: Elezioni presidenziali in Messico. Solo in questo giorno si contano 47 morti e 400 feriti negli scontri.
- 27 luglio: Debutta Bugs Bunny, nel cortometraggio Caccia al coniglio.
- 12 settembre: Montignac – quattro adolescenti scoprono ed esplorano una cavità nascosta nei pressi della collina sovrastante il villaggio, con all'interno pitture rupestri preistoriche: le Grotte di Lascaux.
- 26 ottobre – Roma: viene inaugurata la stazione ferroviaria Ostiense, progettata dall'architetto Roberto Narducci. La stazione nasce da una struttura precedente che lo stesso Narducci aveva progettato nel 1938 per la visita di Adolf Hitler in Italia.
- 7 novembre: delle forti raffiche di vento a Tacoma causano il crollo del Tacoma Narrows Bridge
- 10 novembre: un forte terremoto (magnitudo 7,3) colpisce la Romania. A Bucarest il crollo di un grattacielo provoca duecento vittime.
- 11 novembre: la Willys-Overland Motors presenta il modello "Willys MB", più nota con il nome di "Jeep".
- 25 novembre: Debutta Picchiarello, nel cortometraggio Knock Knock.
- 1º dicembre: Manuel Ávila Camacho è il nuovo presidente del Messico; succede a Lázaro Cárdenas del Río.
- 20 dicembre: Claude Shannon pubblica la tesi di dottorato Un'analisi simbolica dei relè e dei circuiti.
- 29 dicembre – Battaglia d'Inghilterra (Operazione Leone Marino): la Luftwaffe sgancia bombe incendiarie su Londra, provocando almeno 3.000 vittime tra i civili.
- 30 dicembre: il detenuto di Alcatraz Henri Young uccide il compagno traditore Rufus McCain, che aveva fin da principio svelato alle guardie la loro fuga del 1939; comincia una serie di processi per Young.

## Seconda guerra mondiale e Shoah

### Gennaio
- 13 gennaio – A causa delle condizioni sfavorevoli, Hitler rimanda al 20 gennaio l'attacco a Ovest.

### Febbraio
- 1º febbraio – Italia: entrano in vigore le tessere annonarie. Primi prodotti razionati: lo zucchero e il caffè.
- 11 febbraio – Viene firmato un accordo commerciale sovietico-tedesco: l'URSS fornirà materie prime (grano e petrolio) in cambio di prodotti industriali e materiale bellico.

### Marzo
- 5 marzo – I membri del Politburo sovietico – Stalin, Molotov, Lazar Kaganovič, Michail Kalinin, Kliment Vorošilov e Lavrentij Berija approvato il piano preparato dallo stesso Beria e ordinano l'esecuzione di circa 21.857 persone tra intellettuali e prigionieri di guerra polacchi, meglio conosciuto come massacro di Katyn'.
- 12 marzo – Viene firmata la pace tra Finlandia e Unione Sovietica (Trattato di Mosca)
- 18 marzo – Adolf Hitler e Benito Mussolini si incontrano al passo del Brennero e rinnovano l'alleanza contro Francia e Gran Bretagna.

### Aprile
- 9 aprile – La Germania invade Danimarca e Norvegia nell'ambito dell'Operazione Weserübung. La Gran Bretagna invia un corpo di spedizione a sostegno dell'esercito norvegese. Il colonnello norvegese Eriksen, comandante la fortezza di Oscarborg nell'Oslofjord, fa aprire il fuoco su navi tedesche introdottesi nel fiordo, ed affonda l'incrociatore pesante Blücher.

### Maggio
- 2 maggio – Vengono ufficialmente annullati i Giochi Olimpici di Helsinki.
- 9 maggio – L'U-Boot U-9 tedesco affonda il sottomarino francese Doris al largo di Den Helder.
- 10 maggio
  - La Germania invade Belgio, Paesi Bassi e Lussemburgo: inizia la campagna di Francia ("Westfeldzug"). Fine della cosiddetta drôle de guerre (definizione resa celebre dallo scrittore Jean-Paul Sartre).
  - Forte Eben-Emael,
- 13 maggio – La Germania inizia l'invasione della Francia con l'attraversamento del fiume Mosa a Sedan (Battaglia di Sedan)
- 14 maggio
  - La grande città di porto olandese di Rotterdam viene bombardata dalla Luftwaffe.
  - I Paesi Bassi firmano la resa.
- 15 maggio
  - Amsterdam viene occupata dalla Wehrmacht.
  - Il Comando supremo tedesco comunica lo sfondamento del tratto settentrionale della Linea Maginot.
- 17 maggio – Bruxelles e Lovanio sono occupate dalla Wehrmacht.
- 20 maggio – Shoah: i primi prigionieri giungono al campo di concentramento di Auschwitz.
- 25 maggio – Inizia la battaglia di Dunkerque.
- 26 maggio – Battaglia di Dunkerque: truppe francesi e britanniche evacuano in massa Dunkerque, nel corso dell'operazione Dinamo.
- 28 maggio – Il Belgio firma la resa.

### Giugno
- 4 giugno – Battaglia di Dunkerque: la Royal Navy, con l'aiuto di semplici pescatori, completa l'evacuazione di 300.000 soldati da Dunkerque, lasciando ingenti quantità di materiale bellico.
- 10 giugno
  - L'Italia dichiara guerra alla Francia e alla Gran Bretagna a fianco della Germania.
  - Le forze tedesche del generale Erwin Rommel raggiungono La Manica.
  - Il Canada dichiara guerra all'Italia.
  - La Norvegia firma la resa.
- 12 giugno – 13.000 soldati britannici e francesi si arrendono al generale Erwin Rommel a St. Valery-en-Caux.
- 14 giugno
  - Parigi viene occupata dalla Wehrmacht.
  - Shoah: un primo gruppo di 728 prigionieri politici polacchi provenienti da Tarnów diventano i primi internati nel campo di concentramento di Auschwitz.
- 17 giugno
  - I tre Paesi Baltici, Estonia, Lettonia e Lituania sono occupati dall'Unione Sovietica.
  - Inizio dell'Operazione Ariel, l'evacuazione delle truppe Alleate dalla Francia.
- 18 giugno – I bombardieri Junkers Ju 88 della Luftwaffe bombardano la nave da crociera inglese Lancastria, che stava evacuando truppe Alleate dal porto di Saint-Nazaire. Muoiono più di 2.500 persone.
- 20 giugno – le truppe italiane attaccano la Francia, ma vengono bloccate quasi al punto di partenza dall'Armée des Alpes.
- 22 giugno – Viene firmato l'armistizio di Compiègne tra Francia e Germania.
- 23 giugno – Adolf Hitler si reca in visita nella Parigi occupata.
- 24 giugno – Viene firmata la pace tra Francia e Italia. Il governo francese si insedia nella cittadina di Vichy.
- 28 giugno
  - Italo Balbo, governatore della Libia e comandante superiore italiano in Nordafrica, viene abbattuto per errore dalla contraerea di Tobruk.
  - La Romania cede la Bessarabia all'Unione Sovietica.

### Luglio
- 3 luglio – La Royal Navy dà corso all'operazione Catapult e attacca le navi francesi alla fonda a Mers El Kebir; tra i marinai francesi si conteranno oltre mille morti.
- 4 luglio – Gli Italiani entrano a Cassala, nel Sudan britannico.
- 5 luglio – La Gran Bretagna e la Repubblica di Vichy interrompono le relazioni diplomatiche.
- 9 luglio – Scontro navale di punta Stilo: la nave da battaglia britannica HMS Warspite colpisce la nave da battaglia italiana Giulio Cesare; la flotta italiana si ritira. La Regia Aeronautica, intervenuta tardivamente, attacca pesantemente le navi britanniche ottenendo scarsi risultati.
- 10 luglio
  - Viene ufficialmente creata la Repubblica di Vichy sotto la guida del maresciallo Philippe Pétain. Ha fine la Terza Repubblica francese.
  - Battaglia d'Inghilterra: la Luftwaffe tedesca in preparazione dell'operazione Leone Marino, inizia a colpire i convogli inglesi che navigano nella Manica.
- 16 luglio – Truppe italiane penetrano nel Kenya britannico.
- 21 luglio – Estonia, Lettonia e Lituania si proclamano repubbliche indipendenti all'interno dell'Unione Sovietica.

### Agosto
- 3 agosto – Truppe italiane invadono il Somaliland britannico dall'Etiopia. L'avanzata si concluderà il 19 con la conquista di Berbera.
- 7 agosto – Primo pesante bombardamento di Londra della Luftwaffe tedesca.
- 15 agosto – Il vecchio incrociatore posamine greco Elli viene affondato dal sommergibile italiano Delfino. L'Italia respinge l'accusa di aver aggredito proditoriamente un paese neutrale.
- 30 agosto – Col Secondo Arbitrato di Vienna la Romania è costretta a cedere parte della Transilvania all'Ungheria.

### Settembre
- 4 settembre – La Greer è la prima nave statunitense attaccata dagli U-Boot tedeschi.
- 7 settembre
  - Trattato di Craiova: la Romania cede il sud della Dobrugia alla Bulgaria.
  - Battaglia d'Inghilterra: la Luftwaffe inizia il bombardamento strategico di Londra per 47 notti consecutive.
- 12 settembre – Il maresciallo Rodolfo Graziani dà inizio all'avanzata in Egitto con forze numericamente preponderanti. Si fermerà quattro giorni più tardi nei pressi di Sidi El Barrani.
- 17 settembre – l'incrociatore pesante britannico HMS Kent viene silurato al largo della costa libica da un S.M.79 italiano (capo equipaggio il tenente Carlo Emanuele Buscaglia) e rimane fuori servizio per oltre un anno. È una delle prime missioni degli aerosiluranti italiani.
- 27 settembre – Berlino: Germania nazista, Italia fascista e Impero giapponese firmano il Patto Tripartito. Il patto, che ha una durata di dieci anni, riconosce le rispettive aree di influenza in Europa ed Asia. Aderiranno anche Romania, Ungheria e Slovacchia.

### Ottobre
- 14 ottobre – L'incrociatore britannico HMS Liverpool viene silurato dall'S.M.79 del capitano italiano Massimiliano Erasi e rimane fuori combattimento per oltre un anno.
- 26 ottobre – Primo volo di prova del prototipo del P-51 Mustang.
- 28 ottobre – L'Italia invade la Grecia.
- 31 ottobre – Termina la battaglia d'Inghilterra.

### Novembre
- 11 novembre
  - Battaglia di Taranto: la Royal Navy inglese lancia il primo attacco aereo da una portaerei della storia, contro la flotta italiana ancorata a Taranto, causando gravi danni a tre delle sei navi da battaglia italiane.
  - L'incrociatore "fantasma" tedesco Atlantis entra in possesso di posta militare segreta inglese diretta in Giappone.
- 13 novembre – Esce Fantasia di Walt Disney, il suo terzo classico.[1]
- 14 novembre – La città inglese di Coventry viene pesantemente bombardata dalla Luftwaffe tedesca, distruggendo 60 000 delle 75 000 abitazione della città e provocando 568 morti.
- 16 novembre – In risposta al bombardamento di Coventry la RAF bombarda Amburgo.
- 18 novembre – Adolf Hitler incontra Galeazzo Ciano per ottenere informazioni sulla disastrosa campagna italiana in Grecia.
- 20 novembre – Ungheria, Romania e Slovacchia si schierano a fianco dell'Asse.
- 27 novembre – In Romania un colpo di Stato del generale Ion Antonescu porta all'uccisione di oltre 60 persone e all'esilio del re Carol II di Romania.
- 27 novembre – La Royal Navy e la Regia Marina si scontrano nella battaglia di Capo Spartivento.

### Dicembre
- 8 dicembre – Inizia l'operazione Compass che, nel corso dei mesi successivi, vedrà l'esercito britannico e i suoi alleati sconfiggere le forze italiane in Egitto e ricacciarle verso Sirte in Libia, dopo aver conquistato tutta la Cireanica.
- 12-15 dicembre – Bombardamento di Sheffield da parte della Luftwaffe.
- 24 dicembre – In un discorso, il presidente degli Stati Uniti Franklin Delano Roosevelt attacca duramente le potenze dell'Asse.

## Nati
Ci sono circa 2 820 voci su persone nate nel 1940; vedi la pagina Nati nel 1940 per un elenco descrittivo o la categoria Nati nel 1940 per un indice alfabetico.

## Morti
Ci sono circa 1 000 voci su persone morte nel 1940; vedi la pagina Morti nel 1940 per un elenco descrittivo o la categoria Morti nel 1940 per un indice alfabetico.

## Calendario
| Calendario 1940 | Calendario 1940 | Calendario 1940 | Calendario 1940 | Calendario 1940 | Calendario 1940 | Calendario 1940 | Calendario 1940 | Calendario 1940 | Calendario 1940 | Calendario 1940 | Calendario 1940 | Calendario 1940 | Calendario 1940 | Calendario 1940 | Calendario 1940 | Calendario 1940 | Calendario 1940 | Calendario 1940 | Calendario 1940 | Calendario 1940 | Calendario 1940 | Calendario 1940 | Calendario 1940 | Calendario 1940 | Calendario 1940 | Calendario 1940 | Calendario 1940 | Calendario 1940 | Calendario 1940 | Calendario 1940 | Calendario 1940 | Calendario 1940 |
| --------------- | --------------- | --------------- | --------------- | --------------- | --------------- | --------------- | --------------- | --------------- | --------------- | --------------- | --------------- | --------------- | --------------- | --------------- | --------------- | --------------- | --------------- | --------------- | --------------- | --------------- | --------------- | --------------- | --------------- | --------------- | --------------- | --------------- | --------------- | --------------- | --------------- | --------------- | --------------- | --------------- |
|                 | 1               | 2               | 3               | 4               | 5               | 6               | 7               | 8               | 9               | 10              | 11              | 12              | 13              | 14              | 15              | 16              | 17              | 18              | 19              | 20              | 21              | 22              | 23              | 24              | 25              | 26              | 27              | 28              | 29              | 30              | 31              |                 |
| Gennaio         | Lu              | Ma              | Me              | Gi              | Ve              | Sa              | Do              | Lu              | Ma              | Me              | Gi              | Ve              | Sa              | Do              | Lu              | Ma              | Me              | Gi              | Ve              | Sa              | Do              | Lu              | Ma              | Me              | Gi              | Ve              | Sa              | Do              | Lu              | Ma              | Me              |                 |
| Febbraio        | Gi              | Ve              | Sa              | Do              | Lu              | Ma              | Me              | Gi              | Ve              | Sa              | Do              | Lu              | Ma              | Me              | Gi              | Ve              | Sa              | Do              | Lu              | Ma              | Me              | Gi              | Ve              | Sa              | Do              | Lu              | Ma              | Me              | Gi              |                 |                 |                 |
| Marzo           | Ve              | Sa              | Do              | Lu              | Ma              | Me              | Gi              | Ve              | Sa              | Do              | Lu              | Ma              | Me              | Gi              | Ve              | Sa              | Do              | Lu              | Ma              | Me              | Gi              | Ve              | Sa              | Do              | Lu              | Ma              | Me              | Gi              | Ve              | Sa              | Do              |                 |
| Aprile          | Lu              | Ma              | Me              | Gi              | Ve              | Sa              | Do              | Lu              | Ma              | Me              | Gi              | Ve              | Sa              | Do              | Lu              | Ma              | Me              | Gi              | Ve              | Sa              | Do              | Lu              | Ma              | Me              | Gi              | Ve              | Sa              | Do              | Lu              | Ma              |                 |                 |
| Maggio          | Me              | Gi              | Ve              | Sa              | Do              | Lu              | Ma              | Me              | Gi              | Ve              | Sa              | Do              | Lu              | Ma              | Me              | Gi              | Ve              | Sa              | Do              | Lu              | Ma              | Me              | Gi              | Ve              | Sa              | Do              | Lu              | Ma              | Me              | Gi              | Ve              |                 |
| Giugno          | Sa              | Do              | Lu              | Ma              | Me              | Gi              | Ve              | Sa              | Do              | Lu              | Ma              | Me              | Gi              | Ve              | Sa              | Do              | Lu              | Ma              | Me              | Gi              | Ve              | Sa              | Do              | Lu              | Ma              | Me              | Gi              | Ve              | Sa              | Do              |                 |                 |
| Luglio          | Lu              | Ma              | Me              | Gi              | Ve              | Sa              | Do              | Lu              | Ma              | Me              | Gi              | Ve              | Sa              | Do              | Lu              | Ma              | Me              | Gi              | Ve              | Sa              | Do              | Lu              | Ma              | Me              | Gi              | Ve              | Sa              | Do              | Lu              | Ma              | Me              |                 |
| Agosto          | Gi              | Ve              | Sa              | Do              | Lu              | Ma              | Me              | Gi              | Ve              | Sa              | Do              | Lu              | Ma              | Me              | Gi              | Ve              | Sa              | Do              | Lu              | Ma              | Me              | Gi              | Ve              | Sa              | Do              | Lu              | Ma              | Me              | Gi              | Ve              | Sa              |                 |
| Settembre       | Do              | Lu              | Ma              | Me              | Gi              | Ve              | Sa              | Do              | Lu              | Ma              | Me              | Gi              | Ve              | Sa              | Do              | Lu              | Ma              | Me              | Gi              | Ve              | Sa              | Do              | Lu              | Ma              | Me              | Gi              | Ve              | Sa              | Do              | Lu              |                 |                 |
| Ottobre         | Ma              | Me              | Gi              | Ve              | Sa              | Do              | Lu              | Ma              | Me              | Gi              | Ve              | Sa              | Do              | Lu              | Ma              | Me              | Gi              | Ve              | Sa              | Do              | Lu              | Ma              | Me              | Gi              | Ve              | Sa              | Do              | Lu              | Ma              | Me              | Gi              |                 |
| Novembre        | Ve              | Sa              | Do              | Lu              | Ma              | Me              | Gi              | Ve              | Sa              | Do              | Lu              | Ma              | Me              | Gi              | Ve              | Sa              | Do              | Lu              | Ma              | Me              | Gi              | Ve              | Sa              | Do              | Lu              | Ma              | Me              | Gi              | Ve              | Sa              |                 |                 |
| Dicembre        | Do              | Lu              | Ma              | Me              | Gi              | Ve              | Sa              | Do              | Lu              | Ma              | Me              | Gi              | Ve              | Sa              | Do              | Lu              | Ma              | Me              | Gi              | Ve              | Sa              | Do              | Lu              | Ma              | Me              | Gi              | Ve              | Sa              | Do              | Lu              | Ma              |                 |

## Premi Nobel
Quest'anno non è stato assegnato alcun Premio Nobel